# Пінхас Полонський
Пінхас Полонський (рос. Пинхас Поло́нский, при народженні Петро Юхимович Полонський; 11 лютого 1958, Москва) — ізраїльський дослідник юдаїзму, популяризатор юдаїзму. Опублікував кілька оригінальних робіт, багато популяризаторських книг, а також був головним редактором деяких видань.
У роки своєї підпільної єврейської діяльності в Москві (1977—1987) був викладачем юдаїзму, одним із засновників організації «Маханаїм». Сьогодні в Ізраїлі є активним учасником процесів модернізації юдаїзму, дослідником вчення рабина Кука. Автор коментаря до Тори «Біблійна динаміка». Постійно публікується у пресі і видає книги.

## Біографія

### У радянські часи
Народився у Москві в 1958 році в нерелігійній асимільованій єврейській родині.
У шкільні роки цікавився математикою, навчався у московській фізико-математичній школі № 7. У 1973 році отримав диплом першого ступеню на Всесоюзній олімпіаді школярів з математики.
З моменту закінчення школи (1975 рік) вирішив виїхати до Ізраїлю, почав вивчати (підпільно) іврит, і далі Тору та юдаїзм. Поступово прийшов до дотримання заповідей юдаїзму.
У 1975—1980 роках навчався на математичному факультеті МПДУ, отримав ступінь магістра (MA) з математики та педагогіки.
З 1979 року — один із засновників підпільної мережі вивчення Тори у Москві. Видавав в «самвидаві» у фотографічний спосіб посібники з юдаїзму — вийшли серії книг з єврейських свят та коментарів до Тори.
Після подання заяви на виїзд до Ізраїлю 7 років перебував у «відмові».

### В Ізраїлі
У 1987 році у зв'язку із початком «Перебудови» отримав дозвіл на виїзд з СРСР і репатріювався до Ізраїлю.
В Ізраїлі в 1988 році разом із групою «Маханаїм» оселився у Маалє-Адумім, потім з 1991 року та по теперішній час (2017) мешкає у Бейт-Елі.

#### Навчання та викладання
Одразу по приїзді у 1987 році був одним із ініціаторів створення «Маханаїм» в Ізраїлі, та до 2012 року працював там старшим викладачем і головним редактором.
У 1989—1990 роках навчався в єшиві «Інститут Гаррі Фішеля з дослідження Талмуду» (Harry Fischel Institute for Talmudic Research) в Єрусалимі, став сертифікованим викладачем юдаїзму.
У 1994—1997 роках навчався в академічній єшиві «Бейт Мораша» (Beit Morasha) в Єрусалимі (напрям — єврейська філософія).
У 1995—1999 роках навчався на факультеті юдаїзму в університеті імені Бар-Ілана в Рамат-Ґані, отримав другий академічний ступінь (MA) з вивчання Талмуду й єврейської традиції.
З 1998 по 2002 роки закінчив аспірантуру при факультеті філософії та соціології у Білоруському державному університеті. У 2002 році Полонському було присуджено вчений ступінь кандидата соціологічних наук, тема дисертації «Соціологічна концепція рабина А.-Ї. Кука», спеціальність «22.00.01 — Теорія, методологія й історія соціології». Офіційним опонентом при захисті дисертації був доктор історичних наук Еммануїл Іоффе. Згодом дисертацію було визнано в Ізраїлі (PhD in Sociology of Religion), перекладено й видано англійською мовою й івритом.
У період з 1991 до 2012 року викладав тему «Єврейська спадщина» російською мовою в університеті імені Бар-Ілана.
З 2012 по 2013 рік — старший науковий співробітник в Аріельському університеті в Самарії.

#### Серія коментованих молитовників «Врата молитви»
Видання Полонським коментованих літургічних текстів почалося з підпільного видання Пасхальної Агади з коментарем у 1980 році в Москві. Агаду було видано у фотографічний спосіб і розходилась у багатьох сотнях екземплярів Москвою та іншими містами Радянського Союзу. Це видання Пасхальної Агади надавало можливість навіть недостатньо підготованому єврейському активісту провести цікавий Пасхальний седер.
В Ізраїлі Полонський у співпраці з Меїром Левіновим, Мир'ям Кітросською та іншими співробітниками «Маханаїму» підготував і видав молитовник (сіддур) із російським перекладом і коментарем «Врата Молитви» (на сьогодні — найпопулярніший молитовник із перекладом російською мовою, виданий для нусахів ашкеназ і сфарад, є також видання нусаху ашкеназ із транслітерацією), махзор «Врата розкаяння» на Рош га-Шана та Йом-Кіпур, Пасхальну Агаду з коментарем, книга «Борг живих» (рос. — «Долг живых») про закони трауру, а також серію книг про єврейські свята та інші.

#### Дослідження вчення рабина Кука
З моменту приїзду до Ізраїлю почав активне вивчання філософії рабина Кука. В 1991 році почав співпрацю з Домом-музеєм рабина Кука в Єрусалимі, до складу якої входила індивідуальна програма вивчання спадщини рабина Кука із визнаними знатоками цієї спадщини (рав. Яаков Фільбер, рав. Менахем Бурштейн, рав. Йохай Родік, рав. Шломо Авінер, рав. Яір Драйфус, рав. Реувен Фаєрман, рав. Урі Шеркі, проф. Шалом Розенберг, д-р Тамар Росс, д-р Хагі Бен-Арци, д-р Реувен Мамо). В процесі навчання переклав російською класичну книгу з філософії рабина Кука «Пісня життя» (рос. — «Песнь жизни») професора Йосефа Бен-Шломо, та підготував для видання збірку «Толерантність у вченні ривина Кука» (рос. — «Толерантность в учении ривина Кука»).
В ході дослідження сформував власну концепцію філософії ривина Кука, що лягла в основу його дисертації, яку надалі у 2006 році було видано книгою російською мовою «Рав Абрагам-Їцхак Кук. Особистість і вчення», у 2009 році основні глави було перекладено та видано англійською мовою, а у 2013 році — івритом. Це стало першим випадком, коли книгу з єврейської філософії було перекладено з російської мови івритом. Книга отримала підтримку кількох видатних рабинів і спеціалістів з ривина Кука, які рекомендували включити її до навчальної програми релігійно-сіоністських навчальних закладів, і не менш гостру критику з боку інших рабинів.

#### Коментар до Тори «Біблійна динаміка»
Серія книг, які є новим коментарем до Тори, заснованим на каббалістичній концепції ривина Є. Л. Ашкеназі («Маніту») та розробках ривина Урі Шеркі, з доданням власних концепцій.
До 2017 року вийшли 10 томів — коментарі на книги Буття, Вихід, Числа та Второзаконня. Планується видання повного коментаря на Тору. Почався переклад цього коментаря англійською мовою. На поточний момент (2019 рік) опублікований англійський переклад коментаря на перші п'ять тижневих розділів Книги Буття..
У 2019 році розпочався переклад Біблійної Динаміки українською мовою. Восени цього ж року пілотний проєкт перекладу першого тому – коментаря на книгу Буття – був презентований автором у Києві і отримав позитивні відгуки авторитетних представників різних християнських українських конфесій. Передмову до перекладу написали о. Андрій Зелінський, священник УГКЦ (ТІ) та о. Георгій Коваленко, священник ПЦУ.  В ході презентації Пінхас Полонський провів ряд лекцій на тему розуміння сюжетів П’ятикнижжя, зокрема у Київській Православній Богословській Академії.
У 2020 році було видано український переклад коментаря на книгу Буття, а в 2021 році – переклади коментарів на книги Вихід та Числа. Восени 2021 року Пінхас Полонський знову відвідав Україну з презентацією нововиданих коментарів, а також українського перекладу своєї нової книги «Ідеї каббали та їх застосування в житті», де дав ряд теологічних лекцій, зокрема для студентів Українського католицького унівеситету (УКУ), та взяв участь в юдо-християнському діалозі за участю представників різних християнських українських конфесій.
В 2024 році вийшов український переклад коментарів на книги Левіт і Второзаконня. Отже відтоді вся серія Біблійна Динаміка доступна українському читачеві рідною мовою.

#### Інша діяльність
Пінхас Полонський є автором проєкту «eJwiki». Метою проєкту є публікація якісної, академічно-достеменної та кваліфікованої інформації про єврейство, юдаїзм і Ізраїль.
Пінхас Полонський є ініціатором і ведучим проєкту «Збереження пам'яті» (рос. — «Сохранение памяти»), метою якого є збереження пам'яті про єврейський та сіоністський підпільний рух в СРСР, а також проєкту "Боротьба з «інтелектуальним антисемітизмом» (рос. — «Борьба с „интеллектуальным антисемитизмом“»).
Займається питаннями науки та релігії. Регулярно пише статті в російськомовні ізраїльскі газети. Бере участь у працях з раціональної теології і теорії парадигм, ініційованих Борисом Шапірою.

## Релігійно-філософські погляди
Пінхас Полонський відносить себе до радикально-модерністського крила релігійного сіонізму, суть якого — «ортодоксальна модернізація» юдаїзму, тобто проведення активної модернізації релігії при збереженні ортодоксального підходу. У цьому він є послідовником підходу р. Кука та р. Соловейчика, та співпрацює з р. Урі Шеркі.
Дотримується позиції інтеграції до релігії універсалістських цінностей, за що критикується як з боку ультраортодоксального співтовариства, так і з боку харедимної частини релігійного сіонізму. Виступи за інтеграцію в юдаїзм святкування громадського нового року як універсального свята «Дня Адама», за що був підданий критиці з усіх сторін.
Просуває концепцію рабина Є. Л. Ашкеназі (Маніту) про сприйняття персоналій Танаху як динамічних особистостей, за що піддається критиці ультраортодоксального співтовариства.
Пінхас Полонський дотримується вельми радикальних поглядів щодо багатьох сучасних проблем релігії:
- розглядає модернізацію релігії як релігійну необхідність[32];
- вважає релігійно цінними науку, мистецтво, демократію та інші світські цінності, прибічник введення в релігійних школах «дня науки» для інтеграції наукової та релігійної позиції;
- підтримує виклик жінок до читання Тори та їхній виступ з коментарями в синагозі;
- позитивно ставиться до діалогу та взаєморозумінню з християнством;
- активно бере участь у просуванні концепції Бней Ноах;
- є прибічником підйому та молитов євреїв на Храмовій горі;
- автор концепції «Трьох стадій приходу месії» замість визнаної сьогодні в релігійному сіонізмі концепції «Двох стадій приходу месії»;
- дотримується концепції «еволюціоністського креаціонізму» — тобто вважає еволюційну концепцію Дарвіна найважливішою позитивною віхою у розвитку духовного рівня людства, при цьому вважає, що прийняття концепцій еволюції не суперечить Божественному Створенню Світу, але еволюція є «процесом, що запущений Богом при Створенні, і надалі спрямовується Згори».
- висунув концепцію релігійного анти-фундаменталізму — тобто протистояння релігійного фундаменталізму на основі концепції «постійно тривалого природного Одкровення»[33];
- вважає головним критерієм монотеїзма не лише (і не стільки) «віру в єдиного Бога», але, насамперед, особистісний характер Вищої сили та відчуття життя як діалогу з Богом — що відкриває нові можливості для взаєморозуміння різних видів монотеїзму, насамперед юдаїзму та християнства[34].

## Взаємини із християнством
У книзі «Юдаїзм і християнство: несумісність двох підходів до світу» (1995 рік) Полонський виклав базове розуміння взаємин юдаїзму та християнства.
Надалі, в книзі «Дві тисячі років разом» (2008 рік), що має підзаголовок «Неможливість сумісництва та необхідність взаємодоповнення», ставиться завдання духовного взаємоосмислення та співпраці між християнством і юдаїзмом (не відмовляючись від розуміння того, що християнство є неприйнятним для євреїв).
Потім у книзі «Храм Мойсея і Храм Аарона» (2014 рік, далі увійшло до «Біблійна Динаміка, коментар до Тори»; том 2, на книгу Вихід, М. 2018 р.) П. Полонський розглядає стосунки між юдаїзмом і християнством всередині людства як аналог стосунків Мойсея й Аарона всередині єврейського народу.
Таким чином, не відмовляючись від принципу неприйнятності християнства для євреїв, концепція П. Полонського прокладає шлях до співпраці та взаєморозуміння юдаїзму та християнства на основі концепції спільної біблійної спадщини.

## Відгуки
- «Я був у захваті від вашої неперевершеної праці про розвиток юдаїзму відповідно до філософії ривина Кука. Ваша брошура розкриває читачам вимір новизни в школі думки ривина Кука не у вигляді апологетики релігії, а як цільний поміркований план радикальних змін у людському виденні різних культур. Ви робили все це не упереджено, а виходячи зі справжнього пошуку істини і з любові до єврейського народу та всьому людству. Ця любов підносить вас до рівня тих ідеалістів, які знають, як побудувати новий світ, змінивши минущий світовий порядок. Ваші слова варті роздумів з боку будь-кого, хто бажає доброго та чесного». Рабин Урі Шеркі, голова всесвітнього центру Brit Olam Noahide, старший викладач Центру єврейських досліджень Махон Меїр, автор численних праць з єврейської філософії[36].
- «Хотів би висловити захоплення вашим стилем письма. Ви досягли успіху там, де багато хто зазнали невдачу, — а саме, зуміли перекласти глибоку філософію ривина Абрагама Їцхака Кука ясною та простою (у найкращому сенсі слова) мовою». Рабин Їцхак Шилат, старший викладач кафедри в єшиві Біркат Моше в Маалє Адумім[36].
- «Серед обширної літератури про вчення ривина Кука твори найбільшого значення — це ті, що роблять його філософію доступною для пересічного читача. Праця Пінхаса Полонського „Релігійний сіонізм ривина Кука“ є єдиною у своєму роді, оскільки вона не лише наближає ідеї ривина Кука до широкої публіки, але також пояснює, як його філософія може допомогти вирішити деякі з проблем сучасного ізраїльського суспільства». Рабин Яков Галеві Філбер, старший викладач в єшиві Мерказ га-Рав[36].
- «Я вважаю, що книга Пінхаса Полонського „Релігійний сіонізм ривина Кука“ являє великий інтерес, і думаю, що вона повинна бути доступною студентам бакалаврам і магістрантам у курсі вивчення єврейської філософії». Доктор Яір Баркай, директор релігійного академічного коледжу Ліфшица в Єрусалимі[36].
- «Праця Пінхаса Полонського „Релігійний сіонізм ривина Кука“ невелика за обсягом, але не за якістю. Мені пощастило вивчити філософію ривина Кука разом із Пінхасом і іншими друзями». Рабин Яір Дрейфус, провідний вчений у галузі філософії ривина Абрагама Їцхака Кука, автор книг і статей, засновник і голова єшиви Siach Yitzhak[37] в Гуш-Еціоні[36].
- «Найбільш авангардний з викладачів юдаїзму російською мовою, надає перевагу жити в епіцентрі землетрусу»[38].

## Публікації
(Більш повний перелік основних публікацій П. Полонського міститься тут [Архівовано 14 жовтня 2019 у Wayback Machine.])

### російською
- П. Полонский. Рав Авраам-Ицхак Кук. Личность и учение. — Маханаїм-Бейт аРав, 2006. — 570 с.
- Рав Авраам-Ицхак ha-Коэн Кук. Переводы и комментарии [Архівовано 27 жовтня 2019 у Wayback Machine.] на сайте Ежевика-books [Архівовано 19 жовтня 2019 у Wayback Machine.]
- П. Полонский. Две тысячи лет вместе. Еврейское отношение к христианству. — Иерусалим : Маханаїм, 2008. — Т. 1. — 191 с.
- П. Полонский. Две тысячи лет вместе. Еврейское отношение к христианству. — Россия, переиздание : Феникс, Неоглори; Маханаїм, 2009. — Т. 1. — 234 с. — ISBN 978-5-222-14491-6.
- П. Полонский. Две истории сотворения Мира. Современный еврейский комментарий на книгу Бытия. — Иерусалим : Маханаїм, 2009. — 229 с.
- П. Полонский. Праотцы в динамике. Современный еврейский комментарий на книгу Бытия. Часть 2. Авраам. — Иерусалим : Маханаїм, 2011. — 254 с.
- П. Полонский. Праотцы в динамике. Современный еврейский комментарий на книгу Бытия. Часть 3. Ицхак и Яаков. — Иерусалим : Маханаїм, 2012. — 251 с.
- П. Полонский. Праотцы в динамике. Современный еврейский комментарий на книгу Бытия. Часть 4. Иосиф, Иеhуда и их братья. — Иерусалим : Маханаїм, 2012. — 175 с.
- П. Полонский (по материалам раввина Ури Шерки). Израиль и Человечество. Новый этап развития. — Иерусалим : Маханаїм, 2010. — Т. 1. — 254 с.
- Серия «Еврейские праздники» 8 книг [Архівовано 21 жовтня 2019 у Wayback Machine.];
- Креативное проведение Пасхального седера. «Пасхальная Хаггада» с комментарием и пособием для начинающих, с приложением «видео» и «аудио» седера на CD и DVD;
- Молитвенник «Врата Молитвы» [Архівовано 26 жовтня 2019 у Wayback Machine.] — наиболее популярный из еврейских молитвенников с русским переводом — новый перевод, комментарий, руководство для начинающих;
- Видео и аудио-курсы по различным современным проблемам иудаизма;
- «Философия р. Кука: религиозный сионизм и модернизация в ортодоксальном иудаизме [Архівовано 26 жовтня 2019 у Wayback Machine.]»
- Статті 1995—2008 років [Архівовано 10 липня 2020 у Wayback Machine.](рос.) — здебільшого в ізраїльській російськомовній пресі, зокрема в газеті «Вести»;
- Статті 2013—2015 років [Архівовано 16 лютого 2017 у Wayback Machine.](рос.) на новинному сайті cursorinfo.co.il.

### англійською
- Пінхас Полонський. Релігійний сіонізм ривина Кука = англ. Religious Zionism of Rav Kook. — Маханаїм, 2009. — Т. 1. — 93 с. — ISBN 978-965-91446-0-0.
- «Rabbi Kook and the Modernization of Judaism» [Архівовано 7 квітня 2019 у Wayback Machine.]. Conversations: A Journal of the Institute for Jewish Ideas and Ideals, issue 4, Spring 2009, NY.
- «Relationship Between Ideals and Commandments in Judaism» [Архівовано 7 квітня 2019 у Wayback Machine.] (with Galina Zolotusky, Gregory Yashgur, and Raphael BenLevil). Conversations: a journal of the Institute for Jewish Ideas and Ideals, issue 31, Spring 2018, NY. Pages 54—79
- Pinchas Polonsky. Bible Dynamics. Evolving Personalities and Ideas Contemporary Torah Commentary. Vol. 1. Genesis. Part A. Bereshit – Chayei Sarah. – Jerusalem: «Orot Yerushalaim», 2019. – 384 p.

### івритом
- «התפתחות היהדות בימינו על פי תורת הראי»ה קוק" [Архівовано 27 жовтня 2019 у Wayback Machine.]